# غوس هوفمان
غوس هوفمان (بالإنجليزية: Gus Hoffman)‏ مواليد 26 أغسطس 1991 في كولورادو سبرينغس، الولايات المتحدة، هو ممثل أمريكي بدأ مسيرته الفنية سنة 2004.

## الأعمال

### أفلام
- مرحبا بك في بيتك روسكو جنكينز (2008) (بدور: ينغ كلايد)
- أيدي موهوبة: قصة بن كارسون (2009)

### مسلسلات
- عرض بيرني ماك (2005) (بدور: ماسون)
- إي آر (2005)
- ذا سويت لايف أوف زاك أند كودي (2005) (بدور: وارن)
- جاست جوردن (2007) (بدور: تاي)

## روابط خارجية
- غوس هوفمان على موقع IMDb (الإنجليزية)
- غوس هوفمان على موقع قاعدة بيانات الفيلم (الإنجليزية)